# Atropatúnia
Atropatúnia (em latim: Atropatunia), Atrepatúnia (em armênio: Ատրպատունիք, Atrpatunik’[a]) ou Trapatúnia (Տրապատունիք, Trapatunik’[a]), segundo a Geografia de Ananias de Siracena (século VII), foi um gavar (cantão) da província da Vaspuracânia, no Reino da Armênia. Compreendia uma área de 450 quilômetros quadrados  e segundo Suren Eremyan estava no vale de um tributário do Jerme (Botã), hoje chamado Sabur. Em outra identificação, Eremyan sugeriu associá-lo com o Atrepatiche mencionado por Fausto, o Bizantino e que estaria na margem leste do lago Úrmia, en Atropatena. Por sua vez, Nicholas Adontz propôs que estava no vale superior do Coxape. Era o apanágio da família Atrepatuni. Deve ter deixado de existir quando sua família principesca se extinguiu, sendo incorporado em algum distrito vizinho, provavelmente Tospitis.